# Phiale septemguttata
Phiale septemguttata är en spindelart som först beskrevs av Władysław Taczanowski 1871.  Phiale septemguttata ingår i släktet Phiale och familjen hoppspindlar. Inga underarter finns listade i Catalogue of Life.